# Artoria howquaensis
Artoria howquaensis Framenau, 2002 è un ragno appartenente alla famiglia Lycosidae.

## Etimologia
Il nome proprio della specie deriva dal fiume australiano dove sono stati rinvenuti i primi esemplari: il fiume Howqua e dal suffisso latino -ensis, che significa: presente, che è proprio lì.

## Caratteristiche
Questa specie è alquanto più grande delle similari A. parvula, distribuita nelle Filippine e in Indonesia e dalla A. palustris, rinvenuta in Nuova Guinea. I maschi si distinguono dalle altre specie di Artoria del continente australiano per la presenza di distinte bande submarginali di colore bianco sul cefalotorace, che spiccano in contrasto con la circostante colorazione nera.
I maschi hanno una lunghezza totale di 4,0 millimetri; il cefalotorace misura 2,05 millimetri di lunghezza e 1,55 di larghezza.
Le femmine hanno una lunghezza totale di 5,6 millimetri; il cefalotorace misura 2,7 millimetri di lunghezza e 1,9 di larghezza.

## Distribuzione
La specie è stata reperita nell'Australia meridionale: presso la località di Woods Point Road Bridge, lungo il fiume Howqua, nello stato di Victoria l'11 febbraio 1998 è stato rinvenuto l'olotipo maschile; alcuni paratipi maschili e femminili provengono dalle località di Charles Angus Bore, Fred Springs, Gosse Springs e McLachlan Spring, nello stato dell'Australia meridionale.

## Tassonomia
Al 2016 non sono note sottospecie e dal 2006 non sono stati esaminati nuovi esemplari.